# Абдулкадир Кемали паша
Абдулкадир Кемали (Камали) паша (на турски: Abdülkadir Kemali (Kamali) Paşa) е османски офицер и чиновник.

## Биография
От декември 1890 до юни 1891 година е косовски валия в Скопие. От юни 1891 до юли 1892 година е валия в Мосул.
Умира в 1892 година.